# East Liverpool (Ohio)
East Liverpool es una ciudad ubicada en el condado de Columbiana en el estado estadounidense de Ohio. En el Censo de 2010 tenía una población de 11195 habitantes y una densidad poblacional de 908,26 personas por km².

## Geografía
East Liverpool se encuentra ubicada en las coordenadas 40°37′59″N 80°34′2″O / 40.63306, -80.56722. Según la Oficina del Censo de los Estados Unidos, East Liverpool tiene una superficie total de 12.33 km², de la cual 11.82 km² corresponden a tierra firme y (4.12%) 0.51 km² es agua.

## Demografía
Según el censo de 2010, había 11195 personas residiendo en East Liverpool. La densidad de población era de 908,26 hab./km². De los 11195 habitantes, East Liverpool estaba compuesto por el 91.74% blancos, el 4.56% eran afroamericanos, el 0.2% eran amerindios, el 0.2% eran asiáticos, el 0.02% eran isleños del Pacífico, el 0.33% eran de otras razas y el 2.96% pertenecían a dos o más razas. Del total de la población el 1.08% eran hispanos o latinos de cualquier raza.